# 何文波
何文波（1955年6月—），辽宁蓋平县人，满族，中欧国际工商学院EMBA学位，高级工程师。第十二届全国人民代表大会上海地区代表。

## 生平
毕业于东北工学院轧钢专业。1998年11月任上海宝钢集团公司董事、副总经理。2000年2月兼任宝山钢铁股份有限公司董事。2005年10月任宝钢集团有限公司副总经理兼宝山钢铁股份有限公司董事。2008年5月任宝钢集团有限公司董事、总经理，兼宝山钢铁股份有限公司董事。2009年4月起兼任宝山钢铁股份有限公司副董事长。2010年4月起兼任宝山钢铁股份有限公司董事长、党委书记。2013年，被选为全国人大代表。2014年8月，调任中国五矿集团公司总经理、董事。2015年5月任中国五矿集团公司董事长、党组书记。2018年1月，当选第十三届全国政协委员。同月，何文波卸任中国五矿集团董事长。2018年底，国务院国资委宣布聘任何文波为华润集团外部董事。2019年4月，何文波接替刘振江出任中国钢铁工业协会党委书记。